# ألكسندر مونرو الأول
كان ألكسندر مونرو (19 سبتمبر 1697 - 10 يوليو 1767) جراحًا وعالم تشريح اسكتلنديًا. كان والده، الجراح جون مونرو، المشجع الرئيسي لتأسيس كلية الطب في إدنبرة ورتب تعليم ألكسندر على أمل أن يصبح ابنه أول أستاذ في علم التشريح في كلية الطب الجامعية الجديدة.
بعد دراساته الطبية في إدنبرة ولندن وباريس ولايدن، عاد ألكسندر مونرو إلى إدنبرة، وواصل حياته المهنية كجراح ومعلم تشريح. بدعم من والده ووالي إدنبرة، اللورد بروفوست جورج دروموند، عين ألكسندر مونرو أستاذًا أساسيًا في علم التشريح في جامعة إدنبرة. أثبتت محاضراته، التي ألقيت باللغة الإنجليزية، بدلًا من اللاتينية التقليدية، شعبيتها بين الطلاب وساهمت صفاته كمدرس في نجاح وسمعة كلية الطب في إدنبرة.
يُعرف باسم ألكسندر مونرو بريموس أو سينيور لتمييزه عن ابنه ألكسندر مونرو (الثاني) وحفيده ألكسندر مونرو (الثالث) اللذان تبعاه في كرسي التشريح. شغل هؤلاء (المونرويون) الثلاثة فيما بينهم كرسي التشريح بجامعة إدنبرة لمدة 126 عامًا.

## الحياة المبكرة والتعليم
كان ألكسندر مونرو نجل جون مونرو وزوجته جان فوربس، التي كانت ابنة عمه من الدرجة الأولى. كان جون مونرو من عائلة مونرو التابعة لقرية أوشنباوي، وهي فرع من عشيرة مونرو التي تعود إلى فوليس، الموطن الأصلي لعشيرة مونرو.
كان جون مونرو جراحًا عسكريًا وولد ابنه ألكسندر في لندن أثناء أدائه للخدمة العسكرية هناك. عندما كان ألكسندر في الثالثة من عمره، عادت العائلة إلى إدنبرة، حيث اهتم جون مونرو كثيرًا بتعليم ابنه. درسه اللغات اللاتينية واليونانية والفرنسية والفلسفة والحساب والمحاسبة (مسك الدفاتر).
حضر ألكسندر دروسًا في جامعة إدنبرة بين عامي 1710 و1713 لكنه لم يتخرج.
ثم أصبح متدربًا عند والده، الذي كان يعمل كجراح في إدنبرة. خلال فترة التدريب المهني، حضر أيضًا دورات في علم النبات قدمها جورج بريستون، ودورات في الكيمياء للدكتور جيمس كروفورد والتشريح في قاعة الجراحين من قبل السادة روبرت إليوت وآدم دروموند وجون ماكجيل.
الدراسة في لندن وباريس ولايدن
في عام 1717، عند الانتهاء من تدريبه المهني، أرسل ألكسندر مونرو إلى لندن لدراسة علم التشريح تحت إشراف وليام تشيسلدن، الجراح الشهير الذي كان معلمًا مشهورًا ومعيدًا ماهرًا. نشأت صداقة دائمة بين الرجلين.
من أجل اكتساب أكبر قدر ممكن من الخبرة، استقر مونرو في منزل الصيدلي وزار المرضى معه. كما حضر محاضرات لعالم اللاهوت والرياضيات وليام ويستون والفيزيائي فرانسيس هوكسبي حول الفلسفة التجريبية.
أجرى تشريحًا لجسم الإنسان وحيوانات مختلفة وأظهر استعدادًا طبيعيًا لهذا العمل. كادت حياته المهنية أن تنقطع نتيجة خدش في يده أثناء قيامه بتشريح رئة متقيحة لشخص معروف بإصابته بالسل. كان معلمه وصديقه، المولود في اسكتلندا عالم التشريح جيمس دوغلاس، قلقًا من أنه سيفقد ذراعه نتيجة عدوى الأنسجة الرخوة التي تطورت.
لعب مونرو دورًا نشطًا في المناقشات، وفي إحدى أوراقه رسم لأول مرة شرح العظام بشكل عام. كان من شأن هذا تشكيل أساس كتابه المدرسي اللاحق عن علم العظام. قبل مغادرته لندن، أرسل إلى والده بعض عيناته التشريحية. عرض والده هذه العينات على أعضاء الكلية الملكية للأطباء ودمج الجراحين. تأثروا جدًا بجودة هذا التشريح لدرجة أن آدم دروموند، أشار عند رؤيتها إلى أنه سوف يستقيل من مركزه كأستاذ التشريح لصالح مونرو.
في ربيع عام 1718، ذهب ألكسندر مونرو لأول مرة إلى باريس حيث حضر محاضرات عن علم النبات في جاردين دو روي. سار في أجنحة المستشفيات بما في ذلك مستشفى هوتيل ديو حيث حضر دورة في علم التشريح قدمها بوركيه. أجرى العمليات تحت إشراف تيبو وتلقى تعليمات في القبالة من غريغوار، وفي الضمادات من سيساو، وفي علم النبات من بيير جان بابتيست شوميل.
في 16 نوفمبر 1718، التحق مونرو كطالب في جامعة لايدن للدراسة تحت إشراف هيرمان بورهاف، الطبيب والمعلم العظيم، الذي حاضر في نظرية وممارسة الفيزياء. بناءً على توصية بورهاف، قام بزيارة فريدريك رويش، أستاذ التشريح في أمستردام، حيث شاهد مجموعة رويش الكبيرة من التشريح التشريحي وتعلم منه تقنيات الحفاظ على العينات التشريحية. المرضى من اسكتلندا الذين جاؤوا لاستشارة بورهاف في لايدن غالبًا ما وضعوا تحت رعاية مونرو. مثل العديد من الطلاب الاسكتلنديين في لايدن، لم يجر امتحانات درجة MD.

## أستاذ التشريح
عند عودته إلى إدنبرة في خريف عام 1719، أجرى مونرو الامتحان المكون من أربعة أجزاء ليصبح زميلًا حرًا في مؤسسة الجراحين وقبل كزميل في 19 نوفمبر. ثم حقق آدم دروموند وعده بالاستقالة من منصب الأستاذية، وفعل جون ميغيل نفس الشيء. كما قدموا توصية لصالح مونرو إلى مجلس المدينة، رعاة الجامعة. كان هذا مدعومًا بتأسيس الجراحين، وفي 22 يناير 1720 عين المجلس مونرو أستاذًا للتشريح براتب قدره 15 جنيهًا إسترلينيًا، واستكمل هذا المبلغ المتواضع برسوم الطلاب البالغة ثلاثة جنيهات للفرد.
كان التعيين الأصلي لمونرو كأستاذ بمحض رغبة مجلس المدينة فقط، الذي كان يدير الجامعة أو كلية المدينة في ذلك الوقت. في عام 1722، وبتشجيع من نجاحه، تقدم مونرو بطلب إلى المجلس للحصول على اللقب بشكل دائم، وعلى الرغم من أن المجلس قد أعاد في أغسطس 1719 تأكيد المبدأ القائل بأن الوصاية والأستاذية يجب أن تعقد برغبتهم، لكنهم تراجعوا عن هذا وفي 14 مارس 1722، عين الكسندر مونرو أستاذ علم التشريح في المدينة والكلية.
حتى عام 1725، واصل مونرو إلقاء المحاضرات في قاعة الجراحين القديمة على الجانب الجنوبي من ساحة الجراحين. أدت شعبية تعليمه إلى زيادة الطلب على الجثث للتشريح. على الرغم من حقيقة أن مونرو أعلن علنًا أنه... يكره الجريمة الدنيئة والبغيضة والأكثر وحشية المتمثلة في سرقة الجثث البشرية من قبورهم ... كان الغضب العام موجهًا ضد علماء التشريح.
أدى ذلك إلى مظاهرات عامة وأعمال شغب شعر مونرو أنها تعرضه للخطر هو ومجموعة العينات التي تم تشريحها. ناشد مونرو مجلس المدينة للسماح له بإلقاء محاضرات وأداء عروض تشريحية ضمن الأمان النسبي للجامعة. وافق المجلس وانتقل مونرو من قاعة الجراحين إلى جامعة إدنبرة، وعين رسميًا في كرسي الجامعة في 3 نوفمبر 1725.
تم الانتهاء من كلية الطب الأولية في فبراير 1726 مع تعيين جون رذرفورد وجون إينيس كأساتذة لممارسة الفيزياء، وأندرو سانت كلير أستاذًا لمعاهد نظرية الطب، وأندرو بلامر أستاذًا للكيمياء، وجون جيبسون بصفته أستاذًا لممارسة القبالة.